# MakSim
Marina Sergeevna Abrosimova (en ruso: Марина Серге́евна Абрóсимова; nacida el 10 de junio de 1983 en Kazán, URSS), más conocida bajo su nombre artístico MakSim (ruso: МакSим; anteriormente - Maxi-M) es una cantante, compositora y productora musical de origen ruso. En sus estilos musicales podemos destacar el pop-rock, música electrónica y blues, entre otros. Es la directora[cita requerida] de la Escuela de Artes МакSим (en ruso: Школа Искусств МакSим).
En 2007, puso la voz a la princesa Giselle en el doblaje de la película "Enchanted".
En 2009, escribió e interpretó la canción "Daroga" (en ruso: Дорога, "La Carretera") para la película rusa de Walt Disney, El Libro de los Maestros (en ruso: Книга мастеров). El 8 de marzo de ese mismo año daría a luz a su primera hija, Aleksandra, fruto de su relación con el ingeniero de sonido Alexei Lugovtsova (en ruso: Алексея Луговцова), la cual finalizará en divorcio en 2011.
El 29 de octubre de 2014 da a luz a su segunda hija, María, fruto de su relación con Anton Petrov (en ruso: Антона Петрова), un hombre de negocios del que se separará en 2015, según confesó en una entrevista para la revista "7 Дней" (sem' dney - 7 días).
El 13 de junio de 2016 sale a la venta su sencillo "Штампы" (Shtampy - Cliché). Más tarde ese año, el 27 de diciembre, sale a la venta su libro autobiográfico "Это же я..." (Eto zhe ya... - Esta soy yo...), en el que la cantante narra su vida desde su nacimiento hasta la actualidad.

## Discografía

### Álbumes

#### «Трудный возраст» (Trudny Vozrast - La Edad Difícil)
Álbum de debut, oficialmente a la venta desde el 28 de marzo de 2006.
1. «Трудный возраст» (Trudny vozrast - La edad difícil)
2. «Сантиметры дыханья» (Santimetry dykhanya - Centímetros de respiración)
3. «Нежность» (Nezhnost' - Ternura)
4. «Лолита» (Lolita)
5. «Сон» (Son - El sueño)
6. «Ветром стать» (Vetrom stat' - Converstirse en viento)
7. «Отпускаю» (Otpuskayu -  Dejé Ir)
8. «Пам-парам» (Pam-param)
9. «Знаешь ли ты» (Znayesh li ty - Sabes)
10. «Сантиметры дыханья (remix)» (Santimetry dykhanya (remix))
11. «Трудный возраст (slow version)» (Trudny vozrast (Versión lenta))
12. «Нежность (remix acid-jazz)» (Nezhnost' (remix Acid jazz))
13. «Небо цвета молока» (Nebo tsveta moloka - Cielo Color de Leche)

Con ventas de más de 2.000.000 de discos.

#### «Мой рай» (Moy Ray - Mi Paraíso)
Segundo álbum, oficialmente a la venta desde el 15 de noviembre de 2007 (13 de noviembre en tiendas Euroset).
1. «Секретов нет» (Sekretov Net - Sin secretos)
2. «Научусь летать» (Nauchus' letat' -  Aprender a volar)
3. «Мой рай» (Moy Ray - Mi paraíso)
4. «Любовь» (Lyubov' - Amor)
5. «Лучшая ночь» (Luchshaya noch - La mejor noche)
6. «Не отдам» (Ne otdam - No devolveré)
7. «Open Air Sochi»
8. «Зима» (Zima - El invierno)
9. «Чужой» (Chuzhoy - Extraño)
10. «Звезда» (Zvezda - La estrella)
11. «Лучшая ночь (Kirbas electro mix "GAS" promo)» (Luchshaya noch (Kirbas electro mix)
12. «Мой рай» (Moy Ray (DjVini remix))
13. «это любовь» (Eto Lyubov' - Esto es amor)

Con ventas de más de 2.000.000 de discos.

#### «Одиночка» (Odinochka - Solitaria)
Tercer álbum, oficialmente a la venta desde el 10 de diciembre de 2009.
1. «На радиоволнах» (Na radiovolnah - En las ondas)
2. «Портрет» (Portret - Retrato)
3. «Весна» (Vesna - Primavera)
4. «Любовь - это яд» (Lyubov' - eto yad - El amor es un veneno )
5. «Дорога » (Doroga - La Carretera)
6. «Я люблю тебя» (Ya lyublyu tebya - Te quiero)
7. «Странница» (Strannitsa - El trotamundos)
8. «Птицы» (Ptitsy - Pájaros)
9. «Мама-кошка» (Mama-koshka - (Mama-gata)
10. «Блюз» (Blyuz - Blues)
11. «Одиночка» (Odinochka - Solitaria)
12. «На радиоволнах (Kirbas GASpromo remix)» (Na radiovolnhah (Kirbas GASpromo remix))
13. «На радиоволнах (Dj Fisun remix)» (Na radiovolnhah (Dj Fisun remix))

Con ventas de más de 500.000 de discos.

#### «Другая реальность» (Drugaya Real'nost' - Otra realidad)
Cuarto álbum, oficialmente a la venta desde el 27 de mayo de 2013.
1. «Другая реальность» (Drugaya Real'nost' - Otra realidad)
2. «Ты говоришь» (Ty govorish' -Tú hablas)
3. «Это же я» (Eto zhe ya - Esta soy yo)
4. «Мой мир» (Moy mir - Mi mundo)
5. «Осколки» (Oskolki - Escombros)
6. «Небо-самолёты» (Nebo-samolyoty - Avión)
7. «Я буду жить» (Ya budu zhit' - Viviré)
8. «Как летать» (Kak letat' - Cómo volar)
9. «Кошка» (Koshka - Gata)
10. «Дождь» (Dozhd' - Lluvia)
11. «Так просто» (Tak prosto - Tan fácil)
12. «Я ветер» (Ya veter - Soy el viento )
13. «Poster Girl»
14. «Ты говоришь (live)» (Ty govorish' (en vivo))
15. «Колыбельная» (Kolybel'naya - nana)

Con ventas de más de 500.000 de discos.

#### «Хорошо» (Khorosho - Bien)
Quinto álbum, oficialmente a la venta desde el 17 de noviembre de 2015
1. «Любовь алого цвета» (Lyubov' alogo tsveta - Amor color escarlata )
2. «Золотыми рыбками» (Zolotymi rybkami - Goldfish)
3. «Иди» (Idi - Ir)
4. «В лето» (V leto - En verano)
5. «Стала свободней» (Stala svobodney - Liberarse)
6. «Вампир» (Vampir - Vampiro) (También conocida como «God»)
7. «Небу в лицо» (Nebu v litso - De cara al cielo)
8. «Не выдыхай» (Ne vydykhay - No exhales)
9. «Хорошо» (Khorosho - Bien)
10. «Не знать» (Ne znat' - No sabe)
11. «Золотыми рыбками (prod. by Ivan Martin & Tom Chaos)» (Zolotymi rybkami (prod. by Ivan Martin & Tom Chaos))
12. «Любовь алого цвета (remix Ivan Martin & Tom Chaos)» (Lyubov' alogo tsveta (prod. by Ivan Martin & Tom Chaos))

### Sencillos
| Año  | Título                              | Gramófono dorado | Gráficos        | Gráficos      | Gráficos      | Gráficos              | Gráficos        | Gráficos     | Gráficos                  | Gráficos                            | Gráficos         | Europe Billboard Top 100 | Bielorrusia RBT Top-10 | Georgia RBT Top-10 | Tayikistán RBT Top-10 | Uzbekistán RBT Top-10 | Kazajistán RBT Top-10 | NI | GER |
| Año  | Título                              | Gramófono dorado | General Airplay | Rusia Airplay | Moscú Airplay | St.Petersburg Airplay | Ucrania Airplay | Kiev Airplay | Letón Airplay Superior-50 | Gráfico de Elección de la audiencia | Итоговый годовой | Europe Billboard Top 100 | Bielorrusia RBT Top-10 | Georgia RBT Top-10 | Tayikistán RBT Top-10 | Uzbekistán RBT Top-10 | Kazajistán RBT Top-10 | NI | GER |
| ---- | ----------------------------------- | ---------------- | --------------- | ------------- | ------------- | --------------------- | --------------- | ------------ | ------------------------- | ----------------------------------- | ---------------- | ------------------------ | ---------------------- | ------------------ | --------------------- | --------------------- | --------------------- | -- | --- |
| 2005 | «Трудный возраст (versión de 2005)» | -                | 46              | -             | 48            | -                     | -               | -            | -                         | -                                   | 161              | -                        | -                      | 4                  | -                     | -                     | -                     | -  | -   |
| 2005 | «Нежность (album edition)»          | 1                | 178             | -             | 2             | -                     | -               | -            | -                         | 116                                 | -                | -                        | 2                      | -                  | -                     | -                     | -                     | -  | -   |
| 2006 | «Отпускаю»                          | 3                | 1               | -             | 2             | -                     | -               | -            | -                         | 1                                   | 72               | -                        | -                      | -                  | -                     | -                     | -                     | -  | -   |
| 2007 | «Знаешь ли ты»                      | 1                | 1               | -             | 2             | -                     | -               | -            | -                         | 2                                   | 20               | 43                       | 9                      | -                  | -                     | -                     | -                     | -  | -   |
| 2007 | «Ветром стать»                      | 1                | 1               | -             | 1             | -                     | -               | -            | 9                         | 3                                   | 15               | -                        | -                      | -                  | -                     | -                     | -                     | -  | -   |
| 2007 | «Мой рай»                           | 1                | 1               | -             | 1             | -                     | -               | -            | 16                        | 1                                   | 54               | 56                       | 5                      | 2                  | 1                     | 1                     | -                     | -  | -   |
| 2008 | «Научусь летать»                    | 1                | 1               | -             | 1             | 3                     | -               | 12           | 27                        | 4                                   | 3                | 55                       | 5                      | -                  | -                     | -                     | -                     | -  | -   |
| 2008 | «Лучшая ночь»                       | 1                | 1               | -             | 2             | 1                     | -               | 13           | -                         | 5                                   | 58               | 46                       | -                      | -                  | -                     | -                     | -                     | -  | -   |
| 2009 | «Не отдам»                          | 1                | 1               | -             | 1             | 1                     | -               | 9            | 5                         | 3                                   | 12               | 58                       | -                      | -                  | -                     | -                     | -                     | -  | -   |
| 2009 | «На радиоволнах»                    | 1                | 3               | -             | 5             | 9                     | -               | 2            | 46                        | 1                                   | 37               | 54                       | -                      | -                  | -                     | -                     | -                     | -  | -   |
| 2010 | «Весна»                             | -                | 65              | -             | 86            | 69                    | 96              | 98           | 30                        | 4                                   | 138              | -                        | -                      | -                  | -                     | -                     | 7                     | -  | -   |
| 2010 | «Дождь»                             | 2                | 2               | 4             | 2             | 4                     | 22              | 22           | -                         | 3                                   | 61               | 62                       | -                      | -                  | -                     | -                     | -                     | -  | -   |
| 2011 | «Как летать?»                       | 1                | 16              | 13            | 19            | 23                    | 30              | 41           | -                         | 7                                   | 37               | -                        | -                      | -                  | -                     | -                     | -                     | -  | -   |
| 2011 | «Осколки»                           | -                | 16              | 17            | 20            | 36                    | 28              | 34           | -                         | 10                                  | 162              | -                        | -                      | -                  | -                     | -                     | -                     | 41 | 96  |
| 2012 | «Живи» (ft. Animal ДжаZ)            | -                | 214             | -             | -             | -                     | -               | -            | -                         | 160                                 | -                | -                        | -                      | -                  | -                     | -                     | -                     | -  | -   |
| 2012 | «Это же я»                          | -                | 170             | -             | -             | -                     | -               | -            | -                         | 54                                  | -                | -                        | -                      | -                  | -                     | -                     | -                     | -  | -   |
| 2012 | «Колыбельная»                       | -                | 171             | -             | -             | -                     | -               | -            | -                         | 48                                  | -                | -                        | -                      | -                  | -                     | -                     | -                     | -  | -   |
| 2013 | «Небо-самолёты»                     | -                | 203             | -             | -             | -                     | -               | -            | -                         | 42                                  | -                | -                        | -                      | -                  | -                     | -                     | -                     | -  | -   |
| 2013 | «Я ветер»                           | -                | 87              | -             | -             | 68                    | 73              | -            | -                         | 51                                  | 182              | -                        | -                      | -                  | -                     | -                     | -                     | -  | -   |
| 2013 | «Другая реальность»                 | -                | 32              | 31            | 40            | 56                    | 52              | 90           | -                         | 16                                  | 195              | -                        | -                      | -                  | -                     | -                     | -                     | -  | -   |
| 2013 | «Я буду жить»                       | -                | 192             | -             | -             | -                     | -               | -            | -                         | 107                                 | -                | -                        | -                      | -                  | -                     | -                     | -                     | -  | -   |
| 2014 | «Вампир (God)»                      | -                | 179             | -             | -             | -                     | -               | -            | -                         | 25                                  | -                | -                        | -                      | -                  | -                     | -                     | -                     | -  | -   |